# 라켈 캐스트로
라켈 캐스트로(Raquel Castro, 1994년 11월 17일 ~ )는 미국의 배우, 싱어송라이터이다.

## 출연 작품
- 저지 걸